# Pont Neuf (Parigi)
Il Pont Neuf /põ nœf/ (Ponte Nuovo) è, nonostante il nome, il ponte più antico tuttora esistente a Parigi. Attraversa la Senna in corrispondenza della punta ovest dell'Île de la Cité. Costituito da diverse arcate in pietra, nel 1889 è stato classificato monumento storico della Francia, e nel 1991 l'UNESCO lo ha dichiarato Patrimonio dell'Umanità.
Escludendo i ponti lungo il Boulevard périphérique di Parigi (il Pont aval, 313 m, e il Pont amont, 270 m) il Pont Neuf è il più lungo di Parigi (238 m).

## Storia
Enrico III di Francia decise di edificarlo nel 1577, il 16 marzo 1578 venne approvato il progetto definitivo e il 31 maggio dello stesso anno il re stesso pose la prima pietra dell'opera in presenza delle due regine, la madre Caterina de' Medici e la moglie Luisa di Lorena-Vaudémont. Il ponte sarà costruito sotto i regni di Enrico III e di Enrico IV di Francia, tra il 1578 e il 1607. A causa delle Guerre di religione francesi i lavori furono sospesi per dieci anni (1588-1598), finché nel 1599 Enrico IV ordinò la ripresa della costruzione. Il 2 gennaio 1602 egli autorizzò la realizzazione di una grande pompa ad acqua detta la Samaritaine, per rifornire il Palazzo del Louvre ed il Palazzo delle Tuileries, inclusi i giardini.
Questo ponte è anche il primo di Parigi su cui non compaiono costruzioni. Nel luglio 1606 il re decise di creare una piazza circondata da case aventi le stesse facciate, la Place Dauphine, a est del ponte.
I lavori terminarono nel 1607 e il ponte fu inaugurato dal re Enrico IV.
Il 23 agosto 1614, quattro anni dopo l'assassinio del re, fu inaugurata la statua equestre di Enrico IV, costruita da Giambologna per volere di Maria de' Medici. Distrutta completamente durante la Rivoluzione Francese, venne ricostruita una seconda volta nel 1818 per volere del re Luigi XVIII.

Nel 1985 l'artista statunitense Christo, esponente della Land art, dopo lunghe trattative con il sindaco di Parigi, ha completamente avvolto il ponte con carta, lasciandolo "incartato" per 14 giorni.

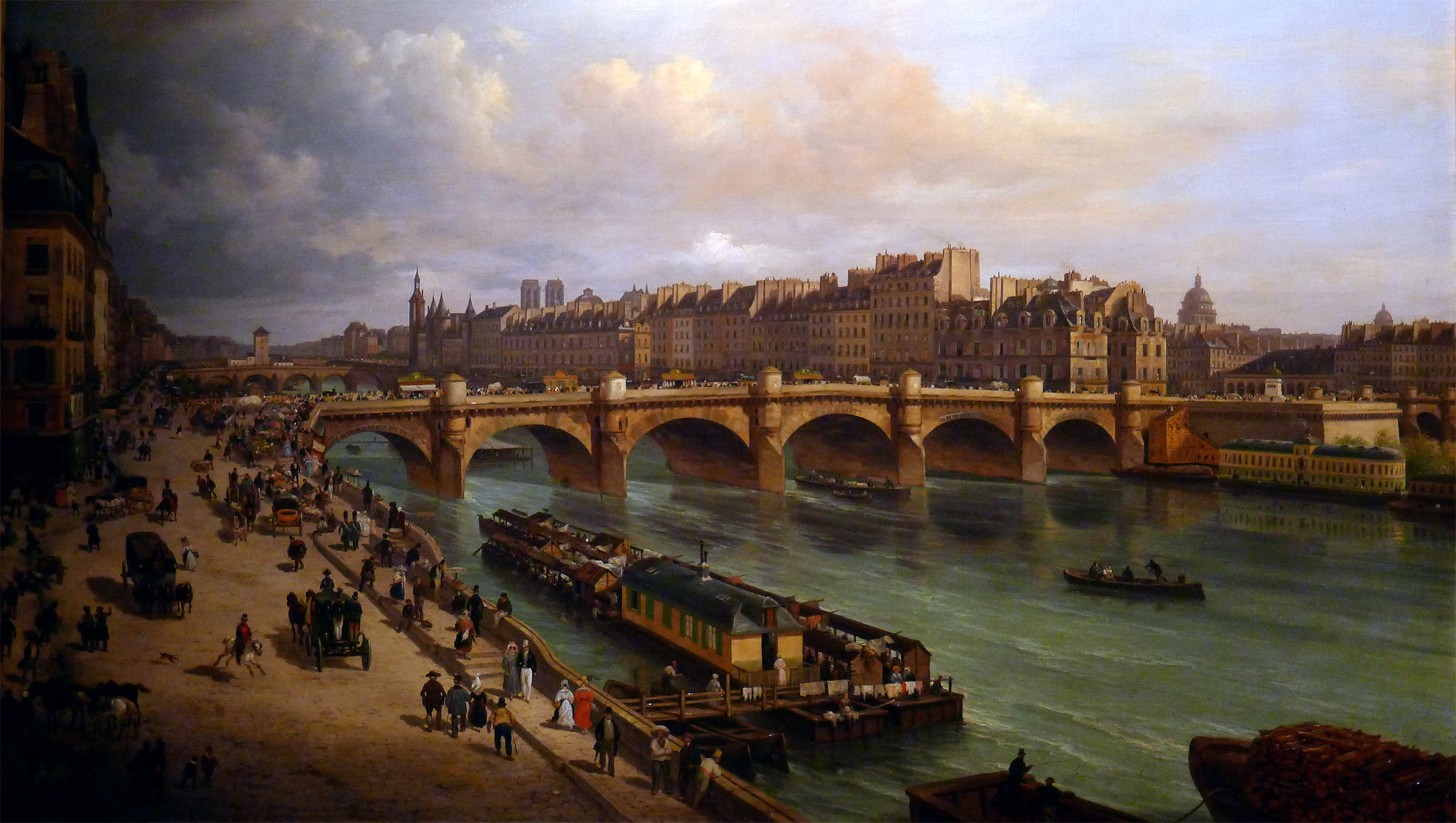
dipinto di Giuseppe Canella del 1832.
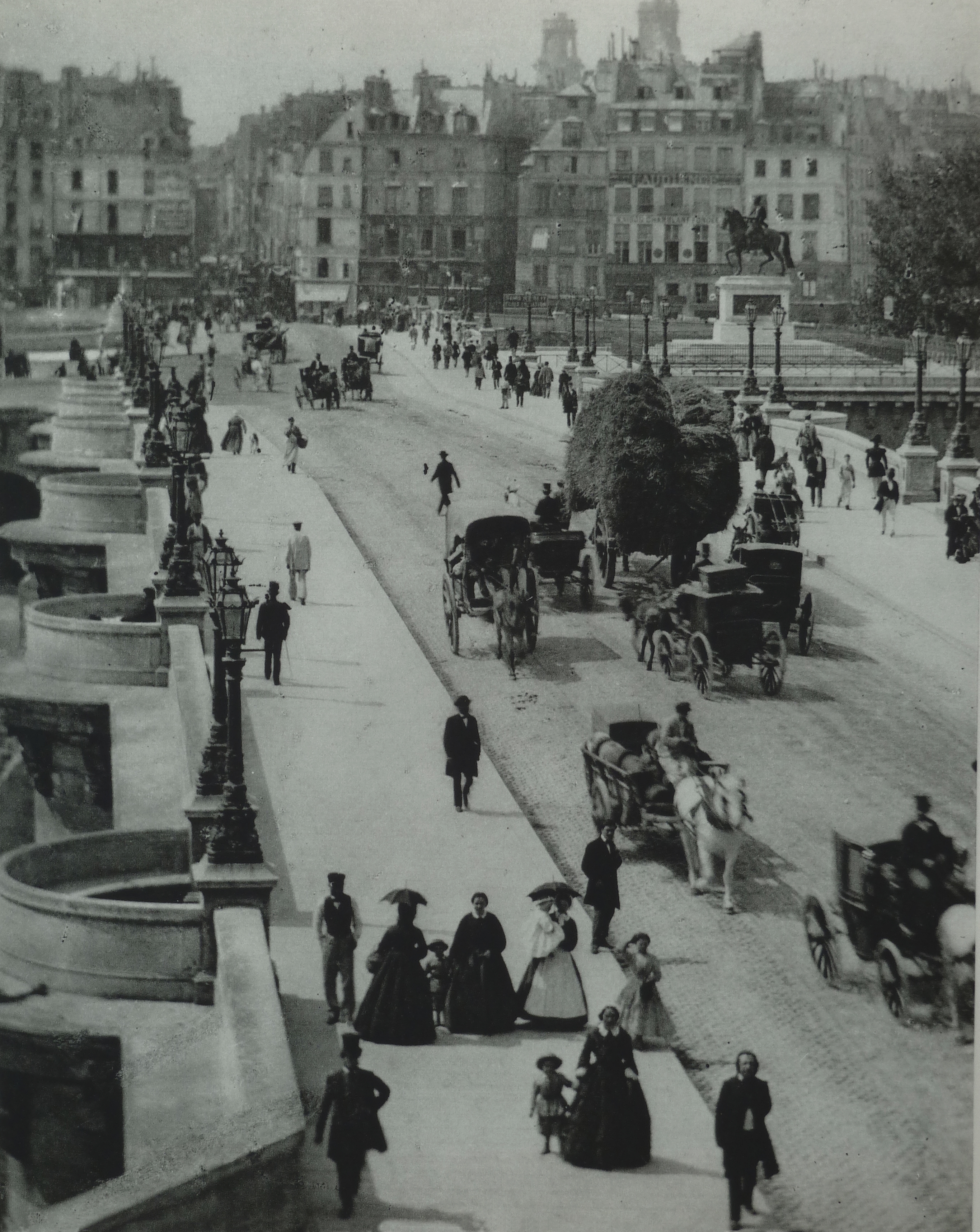
Il ponte verso il 1860, di Adolphe Braun.
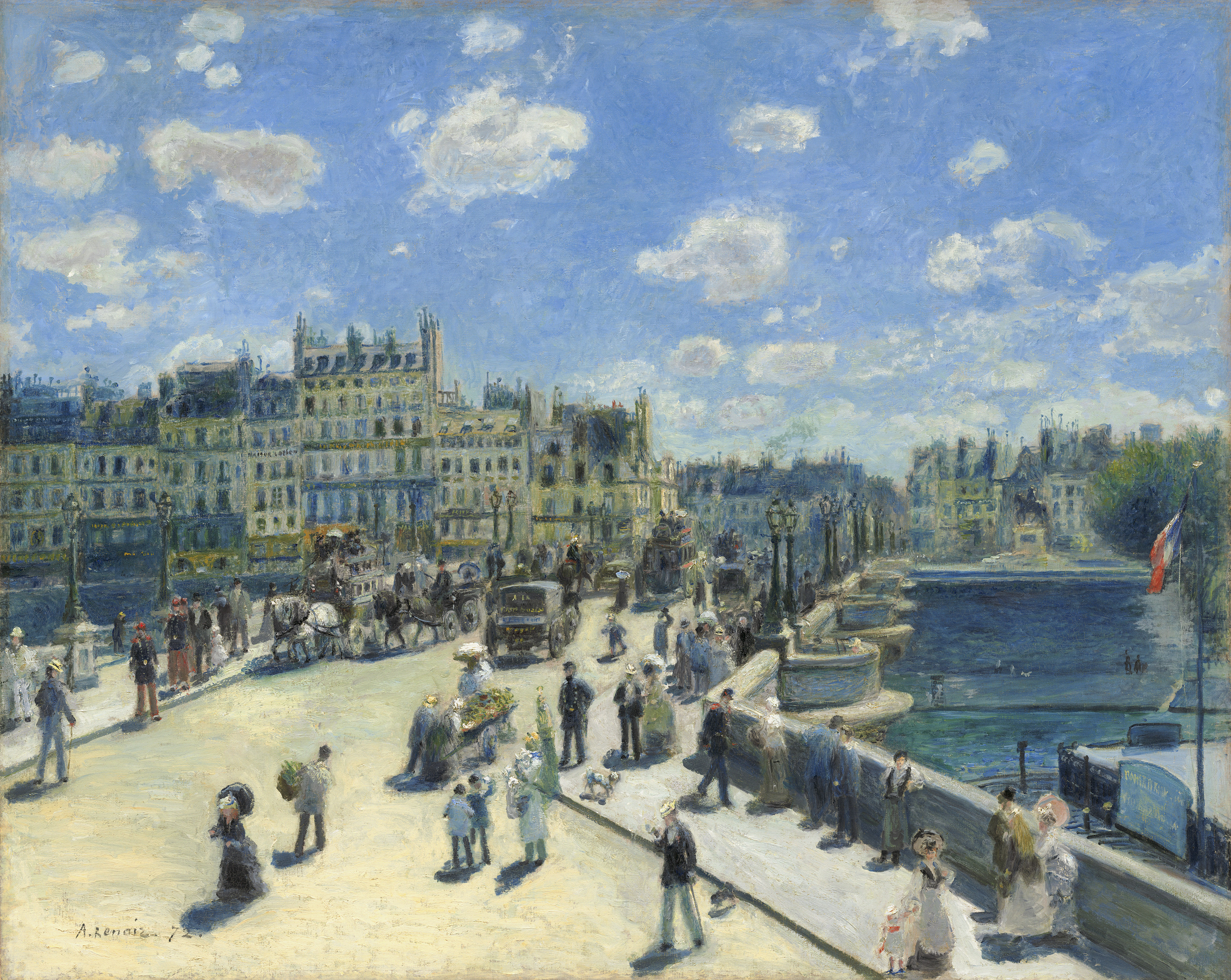
Dipinto di Pierre-Auguste Renoir, 1872.
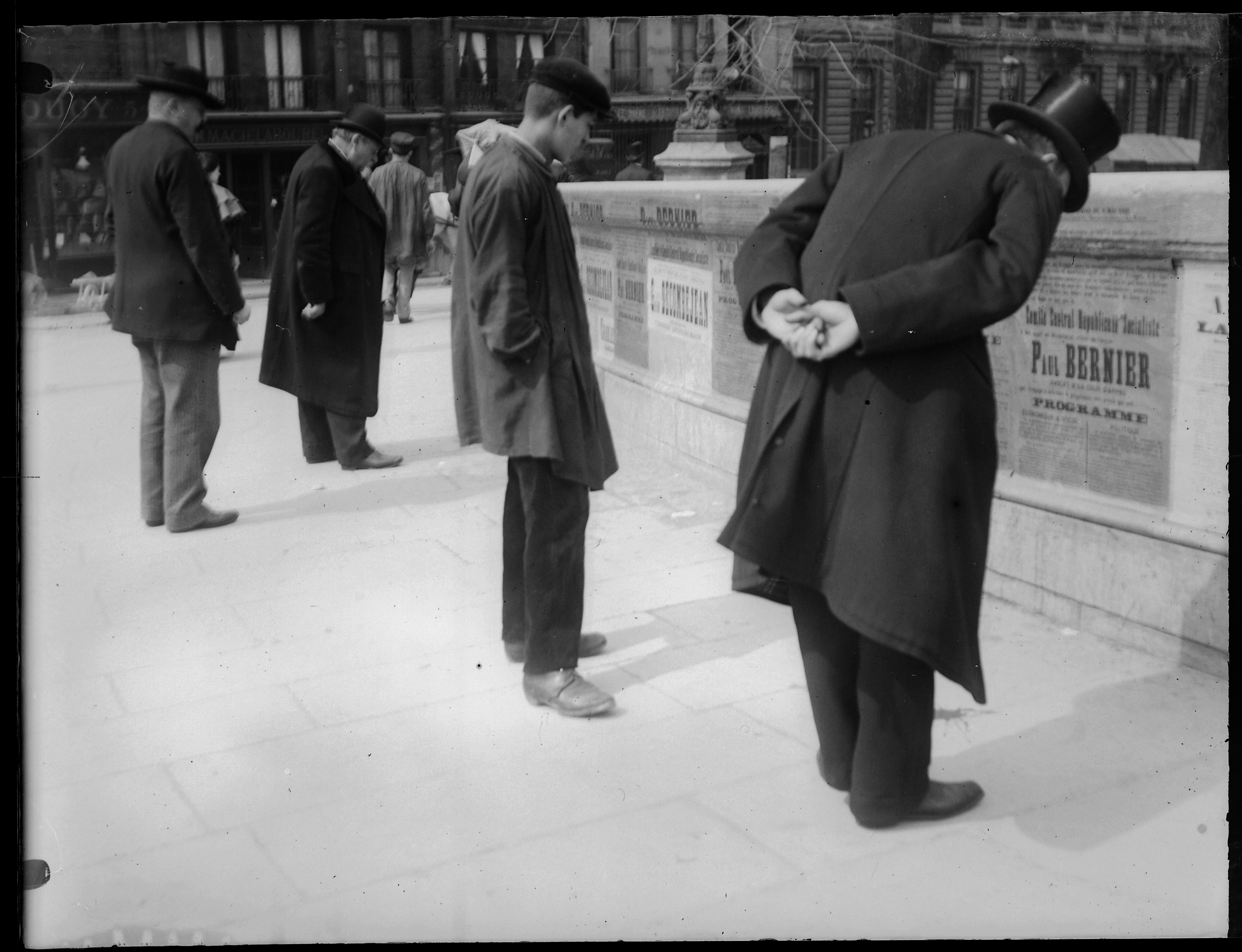
Passanti che leggono i manifesti elettorali sul parapetto del ponte, aprile 1898 (foto di Eugène Trutat).

## Descrizione
Differisce per tanti motivi dagli altri ponti parigini: innanzi tutto è stato il primo ponte ad attraversare la Senna in tutta la sua larghezza, collegando la riva destra, quella sinistra e l'estremità occidentale dell'Île de la Cité; poi è stato il primo a disporre di marciapiedi (i primi di Parigi) e di balcons a semicerchio; lungo le sue arcate troviamo inoltre scolpiti ben 385 mascarons (mascheroni grotteschi), tutti dello scultore Germain Pilon; infine, all'angolo con il Quai des Grands Augustins fa confortevole mostra di sè da un secolo e mezzo una bella fontana Wallace.

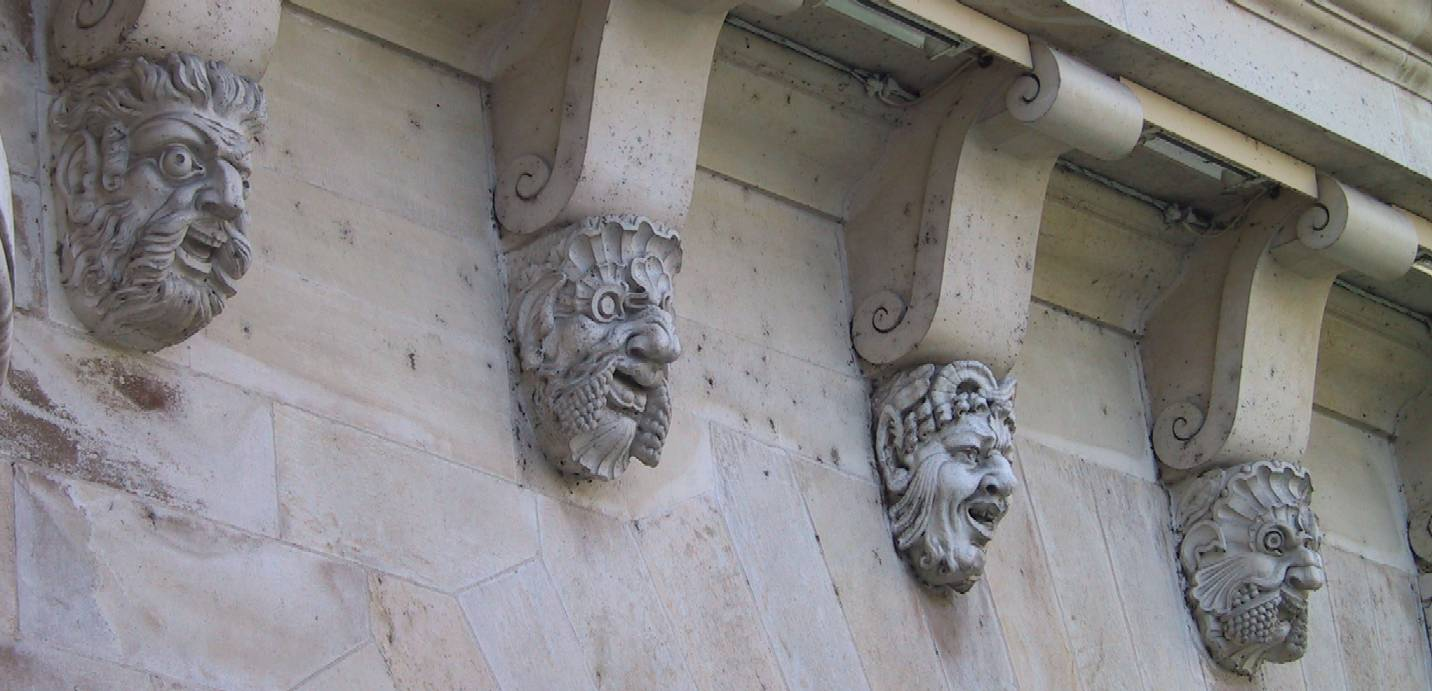
Alcuni dei 385 mascarons
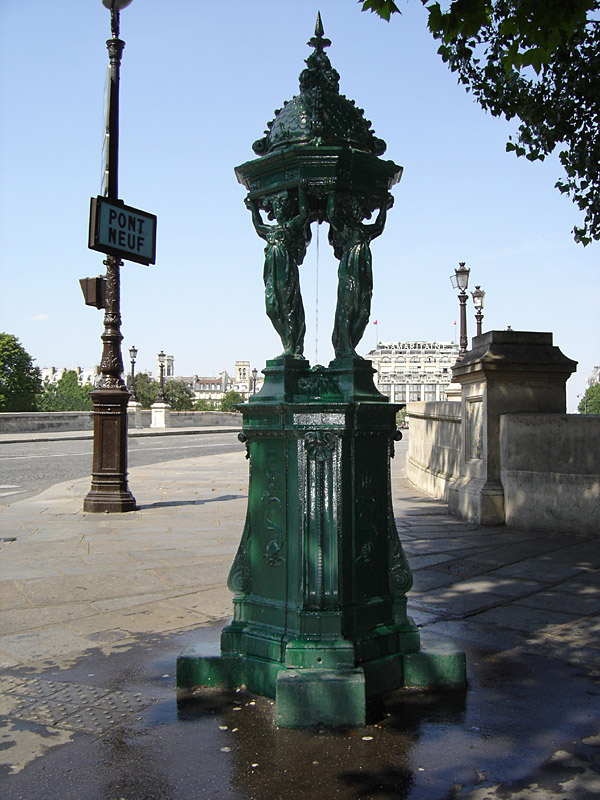
La fontaine Wallace all'angolo col Quai des Grands-Augustins